# Satchelliella joosti
Satchelliella joosti és una espècie d'insecte dípter pertanyent a la família dels psicòdids que es troba a Rússia.